# Département de Calingasta
Le département de Calingasta est une des 19 subdivisions de la province de San Juan, en Argentine. Son chef-lieu est la ville de Tamberías.
Le département a une superficie de 22 589 km2. Sa population s'élevait à 10 985 habitants au recensement de 2022.
C'est sur son territoire que s'élève le pic Mercedario, un des plus hauts du continent avec une altitude de 6 770 m.

## Localités principales

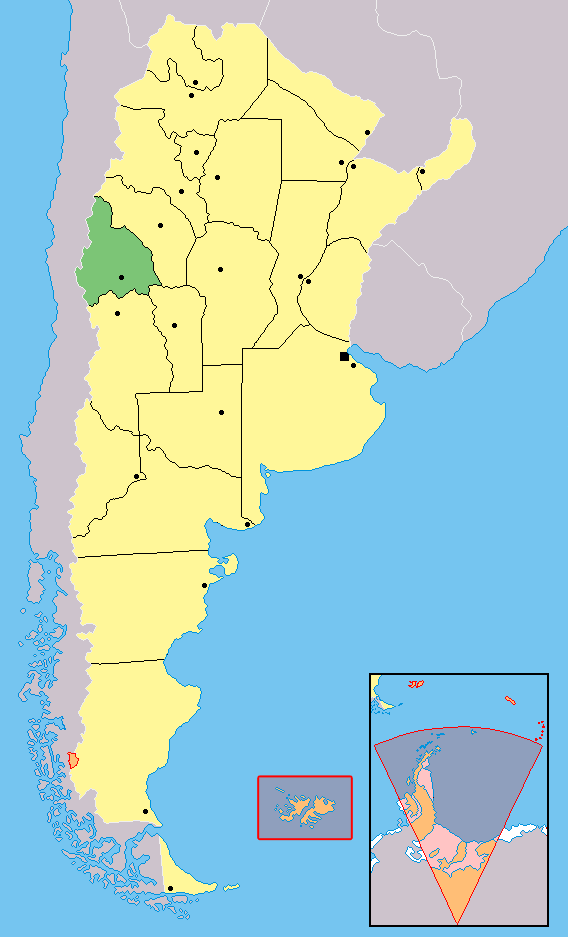
Localisation de la province de San Juan en Argentine

- Tamberías, le chef-lieu
- Barreal
- Calingasta
- Villa Pituil